# Afrotrilepis jaegeri
Afrotrilepis jaegeri is een plantensoort uit de cypergrassenfamilie (Cyperaceae). Het is een laagblijvende overblijvend kruid of halfstruik met een vertakte bladachtige houtachtige stengel. De weinige aartjes hebben een zeer donker uiterlijk.
De soort komt voor in Sierra Leone. Het is een endemische plant in het Lomagebergte, waar hij groeit in een vochtige tropische omgeving.